# Денг, Атауи Хопкинс
Атауи Денг Хопкинс (род. 3 ноября 1991, Хартум) — суданская и американская фотомодель. Динка по национальности. Начала свою карьеру в возрасте 17 лет, в 2008 году. Была сфотографирована румынским фотографом Тиби Кленси. В возрасте 12 лет переехала в Техас после Второй гражданской войны в Судане. В настоящее время живёт в Бруклине, районе Нью-Йорка. В браке с Кортни Хопкинс, партнер — Грант Монохон.
8 августа 2014 года Атауи Денг пропала без вести. Через 10 дней, 18 августа, она была найдена в больнице.
Является одной из трёх моделей динка, две остальные — её тётя Алек Век, которая проживает в Великобритании и Аяк Денг, которая проживает в Австралии.